# DJ 피터스
도날드 스캇 피터스(Donald Scott Peters, 1995년 12월 12일 ~ )는 전 미국의 야구 선수이다.

## 미국 프로야구 시절
2021년에 LA 다저스에 입단하였으나 같은 해 7월에 방출됐고, 이후 텍사스 레인저스로 이적했는데 두 팀에서 통산 70경기에 출전해 타율 0.197, 44안타(13홈런), 38타점을 기록했다.

## 한국 프로야구 시절

### 롯데 자이언츠시절
2022년에 딕슨 마차도를 대체할 야수로 영입되었다. 5월 31일 LG 트윈스전에서 시즌 두 자릿수 홈런을 쳐 냈고, 6월 1일 LG 트윈스전에서 역대 9번째 사직야구장 장외 홈런을 기록했다. 
삼진 대비 볼넷 비율이 좋지 않고, 성적이 부진해 7월에 방출됐다.

## 미국 프로야구 복귀
2022년에 워싱턴 내셔널스와 마이너 계약을 했지만 메이저리그에 승격되지 못했고, 2023년 2월 1일 디트로이트 타이거스와 마이너 계약을 맺었다가 6월에 투수로 전향하는 과정에서 플로리다 루키 리그로 내려갔다.